# لس رانچز (کالیفرنیا)
لس رانچز (به انگلیسی: Los Ranchos) یک منطقهٔ مسکونی در ایالات متحده آمریکا است که در شهرستان سن لوییز اوبیسپو، کالیفرنیا واقع شده‌است. لس رانچز ۷٫۳۳۷ کیلومتر مربع مساحت و ۱٬۴۷۷ نفر جمعیت دارد و ۷۸٫۰۳ متر بالاتر از سطح دریا واقع شده‌است.